# Tinea munita
Tinea munita är en fjärilsart som beskrevs av Edward Meyrick 1932. Tinea munita ingår i släktet Tinea och familjen äkta malar. Inga underarter finns listade i Catalogue of Life.